# Störfall (Christa Wolf)
Störfall. Nachrichten eines Tages ist eine Erzählung von Christa Wolf aus dem Jahr 1987, erschienen im Aufbau-Verlag, Berlin und Weimar (DDR). Sie beschreibt zum einen den Reaktorunfall von Tschernobyl, der sich am 26. April 1986 in der Ukraine ereignete, sowie zum anderen die Gehirnoperation des Bruders der Erzählerin. Beides trifft auf einen Tag, so dass sich die Erzählerin sowohl mit den schlechten als auch mit den guten Seiten der Technik auseinandersetzen muss und die Frage zu beantworten sucht, was damals mit den Menschen geschehen ist.

Mit der Arbeit an dem Werk begann Wolf schon im Juni 1986, zwei Monate nach der Katastrophe. Sie betont zu Beginn des Buches, dass dieses nicht autobiographisch zu verstehen sei:
Keine der Figuren dieses Textes ist mit einer lebenden Person identisch. Sie sind alle von mir erfunden.

## Inhalt
Die Protagonistin und Ich-Erzählerin verbringt den Tag alleine in ihrem Elternhaus in Mecklenburg, wenige Tage nach der Tschernobyl-Katastrophe – wobei der Name „Tschernobyl“ kein einziges Mal explizit fällt. Gleichzeitig befindet sich ihr jüngerer Bruder in einer nicht risikofreien Gehirn-OP. Die äußere Handlung beschränkt sich auf alltägliche Arbeiten, z. B. Einkaufen oder Gartenarbeit, und Anrufe von Verwandten, die sich nach dem Gesundheitszustand des Bruders erkundigen. Hauptaugenmerk liegt vielmehr bei den tiefgründigen Gedanken und Erinnerungen der Protagonistin.

## Rezeption
In der DDR avancierte das Buch trotz oder gerade wegen der Kritik am Festhalten der DDR an der Kernkraft zum Bestseller.

Am 4. November 1987 erhielt Wolf in München den Geschwister-Scholl-Preis für ihr Werk „Störfall“. Laudator war der Schriftsteller Herbert Rosendorfer. In der Begründung der Jury heißt es:
Das Wort – Störfall – ist eine Verniedlichung, eine Beschwichtigung und Vertuschung, was die Sache anbetrifft, es ist ein horrendes Wort für die Erzählerin dieses leisen, privaten Monologs, der fast etwas ist, wie die Darstellung der Sprachlosigkeit angesichts des Schreckens. Dieses Buch sollte ein „Störfall“ sein im Ablauf des bequemen Denkens, des Verdrängens der Gefahr der ökologischen Katastrophe, die uns bedroht und die wir nicht wahrhaben wollen (…).